# كارلوس سنو
كارلوس سنو (بالإنجليزية: Carlos Snow)‏ هو لاعب كرة قدم أمريكية أمريكي، ولد في 24 أكتوبر 1968.